# یواس‌اس آرتمیس (آی‌دی-۲۱۸۷)
یواس‌اس آرتمیس (آی‌دی-۲۱۸۷) (به انگلیسی: USS Artemis (ID-2187)) یک کشتی است که طول آن ۵۰۰ فوت ۵ اینچ (۱۵۲٫۵۳ متر) می‌باشد. این کشتی در سال ۱۹۰۲ ساخته شد.